# Sātā andāgī
Sātā andāgī (サーターアンダーギー?) son bollos de masa dulces fritos, similares a los buñuelos, y también a las dónut o rosquillas, originarias de Okinawa. Son también populares en Hawái, a veces conocidos simplemente como andagi. 

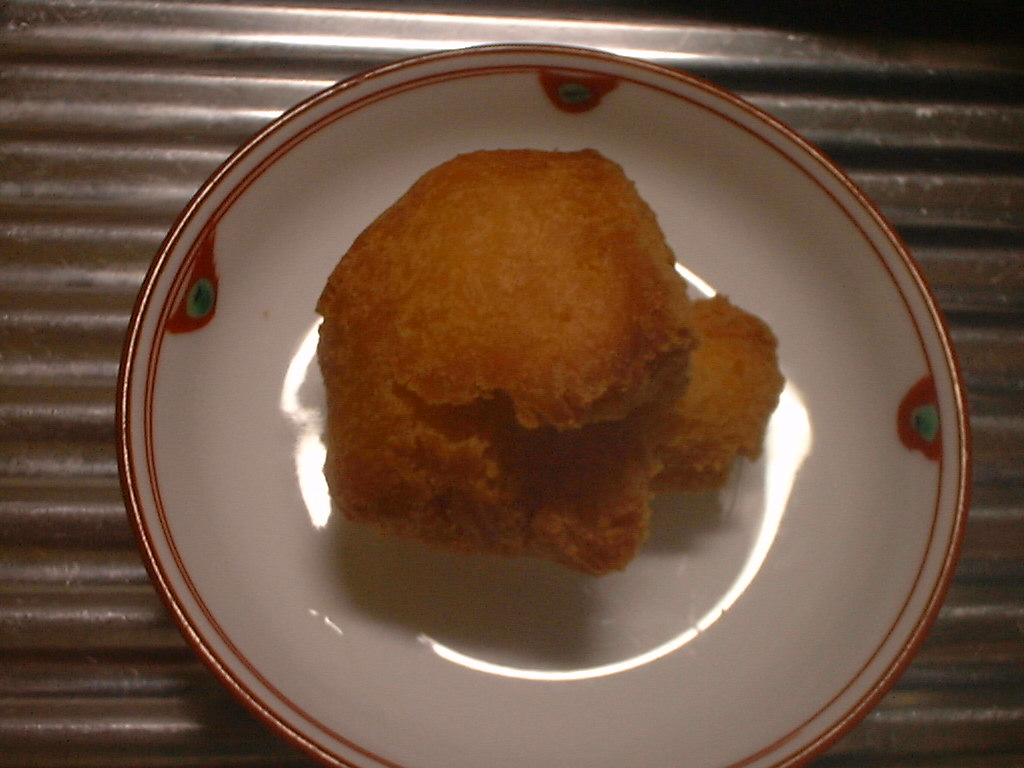
Platillo de sata andagi terminado.

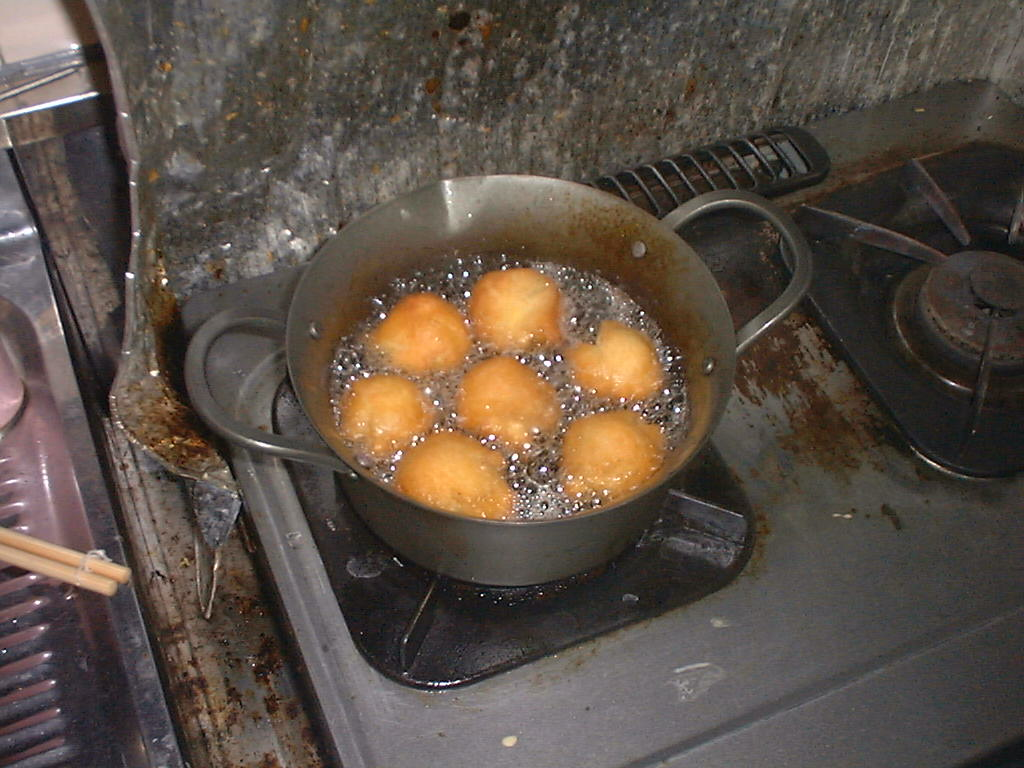
Preparación de sata andagi.

Sātā signifíca "azúcar", y andāgī o anda-agī significa "frito" ("aceite" (anda) + "frito" (agī)) en okinawense. (Sātā y anda-agī son llamados satō y abura-age en japonés.) También es llamado sātā andagī y sātā anragī.
El sata andagi es parte de la comida de Okinawa. Al igual que la mayoría de las creaciones culinarias de las islas Ryukyu, las técnicas para hacerlos son una combinación de la cultura china y japonesa, aunque otras fuentes dicen que simplemente es un derivado de un plato chino. Suelen ser preparados de forma que el exterior sea crujiente y dorada, mientras que el interior es ligero y suave.

En el anime Azumanga Daioh el personaje Ayumu "Osaka" Kasuga consume uno de estos dulces, y repite el nombre del alimento en repetidas ocasiones.